# 哈都赤
哈都赤（?—?），元朝大都路固安州（今河北省廊坊市固安县）人。
哈都赤天性纯孝。幼年时父亲去世，奉养母亲。母亲生病了，医治不能痊愈，哈都赤磨砺自己所佩的小刀，拜天哭泣：“慈母生我非常幸劳，今日当捐身报答。”于是割开左胁，取肉一片，作羹进献母亲，母亲说：“这是什么肉？这样甘甜！”数日后母亲得以病愈。